# ウィリアム・デヴリン (俳優)
ウィリアム・デヴリン（William Devlin、1911年12月5日 - 1987年1月25日）は、スコットランドの俳優。

## 出演作品
- 生きていた吸血鬼
- ソロモンとシバの女王
- 宝島（モーガン）
- ジャマイカ・イン